# Dan McKinnon
Daniel Duncan McKinnon, detto Dan (Williams, 21 aprile 1922 – Grand Forks, 6 agosto 2017), è stato un hockeista su ghiaccio statunitense.

## Palmarès

### Olimpiadi invernali
- 1 medaglia:
  - 1 argento (Cortina d'Ampezzo 1956)